# Mentoria

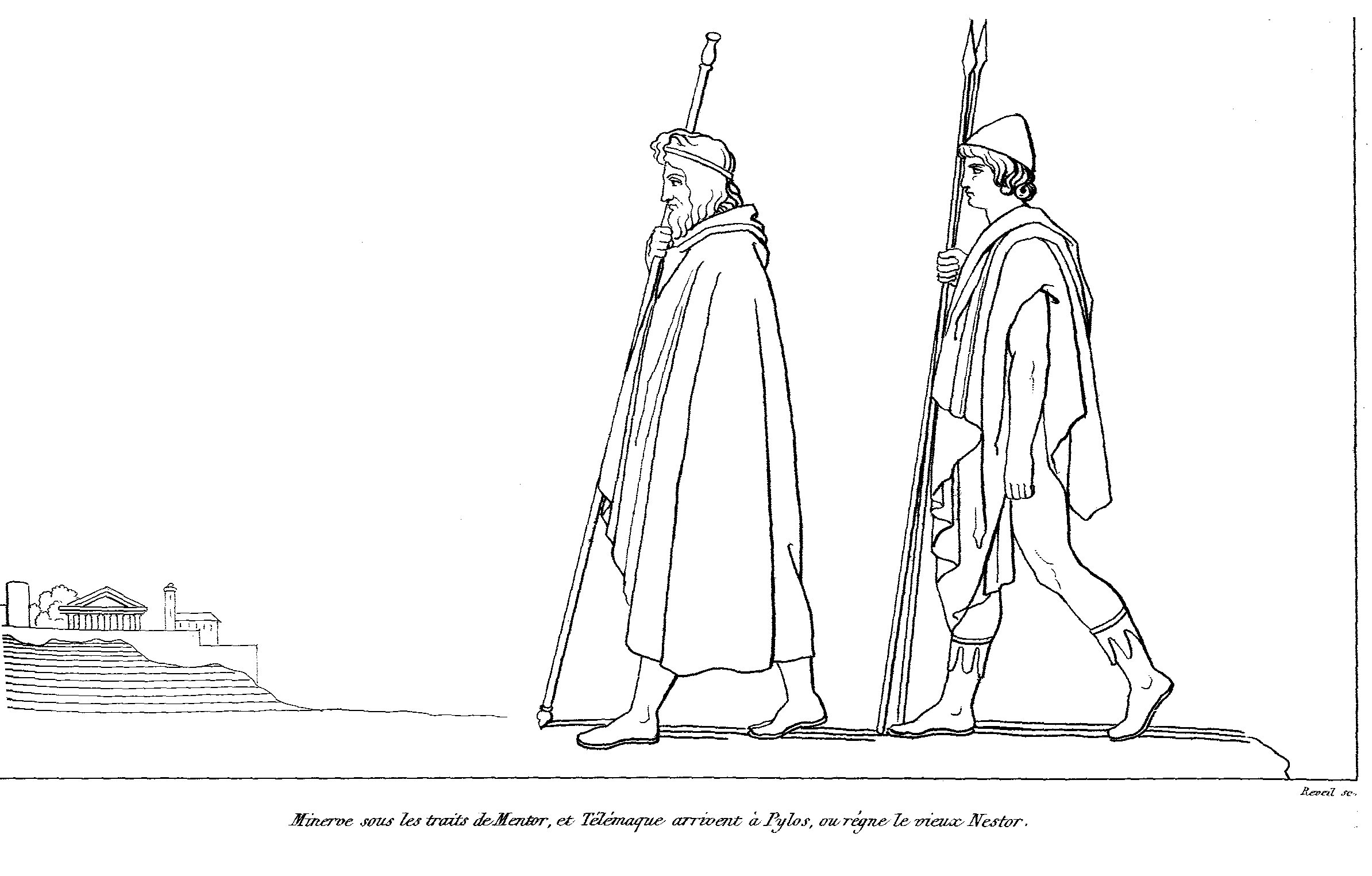
Atenea, tranfigurada com Mèntor, guia Telèmac

La mentoria és una relació de desenvolupament personal en la qual una persona més experimentada o de coneixement més gran ajuda a una altra menys experimentada o amb menor coneixement. La persona que rep la mentoria tradicionalment ha estat anomenada protegida, deixeble o aprenent.
Bozeman i Feeney van definir la mentoria com "un procés cap a la transmissió informal del coneixement, el capital social i el suport psico-social, percebuts pel receptor com rellevant per al treball, la carrera o el desenvolupament professional; la mentoria implica la comunicació informal, usualment cara a cara i durant un període sostenible entre una persona que es percep posseïdora de més coneixement rellevant, saviesa o experiència (el mentor) i una persona que es percep amb menys (el protegit).

## Història
El terme està inspirat en el personatge mitològic de Mèntor, present a l'Odissea d'Homer. La deessa Atena pren l'aparença de Mèntor per guiar al jove Telèmac en les seves dificultats.

## Mentoria social
La mentoria social és una accepció d'aquest concepte que implica una relació d'acompanyament a una persona més vulnerable o en situació de pobresa o d'exclusió social. Aquesta relació està supervisada professionalment i és una forma d'intervenció basada en la voluntarietat d'ambdues parts, en la que totes dues persones s'enriqueixen del procés però se cerca garantir l'accés als drets i augmentar les competències de la persona mentorada, que es troba al centre del propi recorregut de millora social i educativa.
Des de 2010 existeix la "Carta Europea de la Mentoria" que estableix les bases d'aquesta pràctica als països de la UE. A l'Estat espanyol, la Coordinadora de Mentoria Social engloba diverses entitats socials que se centren en aquesta eina d'intervenció amb col·lectius diversos.